# Акьапкьап
Акьапкьап (акьяп-кьяп, аинкьага; абх.агягіч) — абхазский народный музыкальный ударный инструмент.
Аинкьага представляет собой 12 деревянных скреплённых пластинок (из инжира) формы лопат, одна из которых оканчивалась узкой округлой ручкой. Скреплялись они между собой шнуром из сыромятной кожи, который продевался сквозь отверстия, расположенные у ручки по обе стороны от неё.
Аинкьага изготавливается из инжирового дерева, или самшита.
На аинкьага играют в виде хлопанья в ладоши, при сопровождении песен, особенно плясок.
Родственные инструменты — трещотка.

## Обрядовая культура
Различные виды трещоток абхазы употребляют и в сельскохозяйственных целях. Так, например, трещотка для распугивания ворон с кукурузных полей состоит из толстой рукоятки, на которую приделывали дрань. Раскручивая её обеими руками, получали трескучий звук.
Часто во время застолья одна песня сменяет другую, нередко песня переходит в танец, где пение сопровождается хлопками, иногда одновременно с акьапкьап (трещотка) или ударами об стол подручных инструментов—стакана, тарелки, бутылки., если есть гармонь или аккордеон, то, когда они вступают в паре с адаул (барабан), пение обычно прекращается, а после долгого танца оно вновь может продолжаться а капелла. И таким образом, застольное музыкальное творчество абхазов приобретает форму сюиты.
Очень часто используется на свадьбах. С приводом невесты песни исполнялись без сопровождения и только с началом плясок включались народные инструменты: гармошка, барабан (адаул), апхьарца (струнный инструмент), трещотка (аинкьага), ачамгур и другие. Как правило, чаще всего в обряде инструменты использовались при исполнении историко-героических и шуточных песен, которые звучали на свадьбе.

## Инструментальные коллективы
В современной Абхазии существует одноимённой инструментальный ансамбль «Адаул», руководитель заслуженный артист Абхазии Еснат Сангулия.; Вокально-инструментальный ансамбль «Гунда»